# Kelly Blair LaBounty
Kelly Blair LaBounty (Prosser, Washington, 1970. november 24. –) amerikai olimpikon atléta.

## Egyetemi pályafutása
Az Oregoni Egyetemen az atlétika- és kosárlabdacsapatok tagja volt. Utóbbi sporttal két szezon után felhagyott, hogy az atlétikára fókuszálhasson. 1993-ban hétpróba versenyszámban országos bajnok lett.

## Olimpikonként
Az atlantai 1996. évi nyári olimpiai játékokon hétpróba számban a nyolcadik lett. Korábban az amerikai válogatón legyőzte Jackie Joyner-Kersee-t. Kijutott a 2000-es nyári olimpiára is, ahol sérülés miatt végül nem vehetett részt. Az 1998. évi Jóakarat játékokon hétpróbában harmadik lett.

## Visszavonulása után
Férjével, Matt LaBounty amerikaifutball-játékossal és két fiával, Jacobbal és Lucasszel az Oregon állambeli Eugene-ben él. 2006 és 2008 között az Oregon Ducks helyettes atlétikaedzője volt.
2004-ben az Oregoni Egyetem, 2011-ben az állam dicsőségcsarnokának tagja lett.

## Fordítás
- Ez a szócikk részben vagy egészben  a   Kelly Blair LaBounty című angol Wikipédia-szócikk ezen változatának fordításán alapul.  Az eredeti cikk szerkesztőit annak laptörténete sorolja fel. Ez a jelzés csupán a megfogalmazás eredetét és a szerzői jogokat jelzi, nem szolgál a cikkben szereplő információk forrásmegjelöléseként.